# Jastreb (Raumanzug)

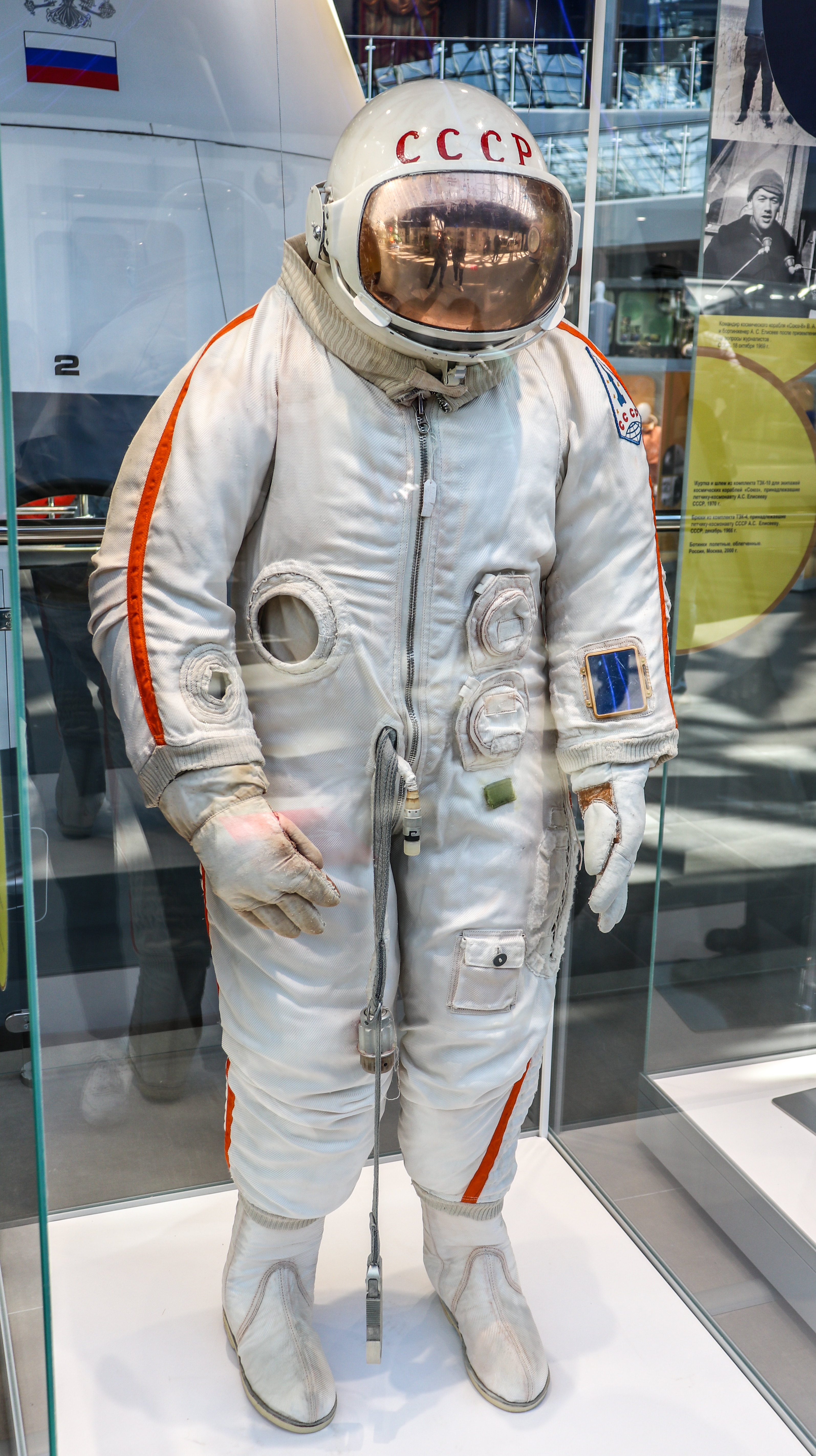
Modell des Jastreb-Raumanzugs

Jastreb (russisch Ястреб für Habicht) ist die Bezeichnung eines sowjetischen Raumanzugs, der von NPP Swesda speziell für das sowjetische Mondlandeprogramm und frühe Sojus-Missionen entwickelt wurde. Dieses Modell erlaubt den Weltraumausstieg aus dem Orbitalmodul des Sojus-Raumschiffs.
Der Entwurf und die Entwicklung des Anzugs begann 1966 bei NPP Swesda mit der Unterstützung des Kosmonauten Alexei Leonow. Leonow hatte den Berkut-Anzug während der ersten Außenbordtätigkeit während des Fluges von Woschod 2 benutzt und damit erhebliche Probleme gehabt. Der Raumanzug blähte sich im Weltraum mehr als erwartet auf und machte Bewegungen und die Rückkehr in das Raumschiff fast unmöglich. Das neue Modell war wesentlich steifer und nutzte ein Seil-Rollen-Gelenksystem. Große Metallringe um den aus Nylonstoff gefertigten Unteranzug dienten als Anker für die oberen Gelenke. Der Anzug hatte ein regeneratives Lebenserhaltungssystem in einer weißen Metallkiste, befestigt auf dem Bauch des Anzugs, um die Bewegung im Anzug zu ermöglichen.  Es wurden zwei Raumfahrer zum Anziehen benötigt.
Der Jastreb-Raumanzug wurde nur einmal im All eingesetzt, als im Jahre 1969 Jewgeni Chrunow und Alexei Jelissejew von Sojus 5 in Sojus 4 umstiegen. Beim nächsten sowjetischen Weltraumausstieg im Jahre 1977 wurde der Raumanzug Orlan verwendet.